# Peso Pluma
Peso Pluma, nato Hassan Emilio Kabande Laija (Zapopan, 15 giugno 1999), è un cantante e musicista messicano.

## Biografia
Nato a Zapopan da madre messicana (i parenti provenivano dalla zona di Badiraguato, nel Sinaloa) e dal padre di origini libanesi, ha imparato a suonare la chitarra durante l'adolescenza esercitandosi con i brani tipici della canzone messicana.

### Esordi
Dopo aver collaborato per alcuni anni con il cugino Roberto "Tito" Laija Garcia, nel 2020 l'etichetta discografica indipendente El Cartel de Los Àngeles ha pubblicato i suoi primi due album dal vivo: Disco en vivo, uscito il 21 febbraio e Disco en vivo, vol. 2, il 4 luglio, registrati durante diverse esibizioni svolte nello stato di Jalisco. Nel mese di aprile è stato pubblicato il suo album di debutto, Ah y qué?, contenente dodici brani e diverse collaborazioni con artisti come El Choforo, Lalo Reyes e Jorge Morales El Jilguero. Nello stesso periodo furono pubblicati i singoli Relajado voy (a ottobre, insieme a Decreto Real), Mil historias in collaborazione con Hector Rubio (nel mese di novembre) e El Petter ancora con Decreto Real, uscito il 4 dicembre.
L'anno successivo, il 2021, l'artista ha pubblicato il suo secondo album in studio intitolato Efectos secundarios uscito il 19 marzo, preceduto dai singoli Con dinero baila el perro e Lo que me das. Nel successivo mese di giugno ha pubblicato il singolo Por las noches, di cui fu realizzato un remix da Nicki Nicole, seguito da Todo es playa, ultimo singolo realizzato per la casa discografica originaria prima di passare alla Prajin Records di George Prajin. Il primo singolo pubblicato con la nuova etichetta fu il brano dalle tematiche sociopolitiche Sprial.

### 2022: la consacrazione in Sud America
Il 4 febbraio 2022 fu pubblicato il brano in collaborazione con Raul Vega El belicón, di genere corrido dedicato alla narcocultura locale, il cui video musicale diretto da Barush divenne virale. Il brano, di larghissima diffusione sulle piattaforme sociali come TikTok e Instagram, ottenne milioni di visualizzazioni e di ascolti su YouTube e Spotify e fu il primo singolo dell'artista a entrare nella classifica Billboard Hot Latin Songs, al numero 50.
Nello stesso periodo l'artista ha pubblicato l'EP Sembrando, acclamato dalla critica che l'ha considerato una consacrazione dell'artista nell'ascesa del genere corridos tumbados, commistione di generi tra il tipico regional mexican e la musica trap. Il 2022 fu un anno molto ricco per il cantante, che collaborò anche con Tornillos e Polo Gonzales per il brano Sentosa, realizzato per un videogioco, mentre il 3 giugno pubblicò il singolo 30 tiros, un brano acustico il cui video musicale fu diretto da Barush. Il successivo 15 agosto venne pubblicato il singolo Siempre pendientes in collaborazione con Luis R Conriquez, che fu accusato di glorificare il lavoro del signore della droga El Chapo a causa di frasi come «JGL, traigo en las cachas orgullosamente» o «Cuido la plaza del señor Guzmán». Un altro incidente legato alla tematica del narcotraffico avvenne nel mese di ottobre quando il cantante si esibì in sostituzione di Junior H in un evento di celebrazione del 491º anniversario della città di Culiacán con una immagine del Chapo proiettata su uno schermo, provocandogli l'accusa di promuovere il narcotraffico.
Successivamente l'artista respinse ogni accusa, rilevando un tentativo di essere diffamato. Nel frattempo, il brano Siempre pendientes raggiunse la posizione numero 27 della classifica Hot Latin Songs di Billboard, diventando il suo nuovo miglior risultato in tale classifica e riuscendo a entrare nella Billboard Global 200. Raggiunse la nona posizione della Billboard Mexico Songs, rimanendo in classifica per venti settimane. Portò a termine il ricco 2022 con la pubblicazione di El gavilán, uscito il 21 ottobre con la collaborazione di Tony Aguirre che ha raggiunto la posizione numero 41 della Hot Latin Songs. Il singolo è stato seguito da Ando enfocado, brano inciso insieme a Jaziel Aviles e Codiciado, uscito il 18 novembre.
Altre collaborazioni pubblicate nelle stesse settimane furono il brano AMG, con Natanael Cano e Gabito Ballestreros, che ha raggiunto la posizione numero 25 in Messico e Delivery, collaborazione con il cantante Alemán uscita il 9 dicembre successivo nel quale ha sperimentato ritmi hip hop. Infine il 30 dicembre fu pubblicato l'album Pa que hablen dei Fuerza Regida, che contiene il brano Igualito a mi apá inciso insieme a Pluma.

### 2023–presente:Génesise notorietà internazionale
Nelle prime settimane del 2023 le collaborazioni pubblicate poco prima AMG e Igualito a mi apá ottennero ottimi risultati nelle classifiche di vendita; in particolar modo AMG raggiunse la posizione numero 92 della classifica principale della Billboard, la Billboard Hot 100, ottenendo invece la vetta della classifica messicana il successivo 25 febbraio. Contemporaneamente, l'artista ha avviato un tour promozionale in Messico partito a Guadalajara il 20 gennaio e terminato il successivo 26 aprile a Hermosillo, Sonora, facendo registrare il tutto esaurito.
Ha pubblicato un nuovo singolo con Natanael Cano il 23 gennaio 2023, PRC (acronimo di polvo, ruedas y crisal), brano incentrato sulla vita quotidiana di un gangster. La canzone fu un nuovo successo virale sulla rete sociale, che portò a milioni di visualizzazioni per il video musicale e altrettanti ascolti sulle piattaforme di musica digitale. Anche questo singolo riuscì a entrare nella classifica principale Billboard. Sempre nello stesso periodo pubblicò insieme a Junior H El azul, che ottenne una censura da parte della piattaforma di diffusione di musica digitale Spotify e da YouTube a causa di riferimenti al Fentanyl, che ha debuttato al quindicesimo posto della classifica messicana. Alla fine del febbraio 2023, la rapper Nicki Nicole pubblicò un remix del brano Por las noches, aggiungendo una prospettiva femminile al brano che il cantante pubblico un paio di anni prima. Questa versione diede nuova popolarità al brano originale, che entrò in classifica ad alcuni anni di distanza dalla prima pubblicazione.
Nel mese di marzo sono uscite altre tre collaborazioni, in cui il cantante ha partecipato come artista ospite: El Hechizo, insieme al produttore Ovy on the Drums, Ella baila sola, insieme al gruppo Eslabon Armado, singolo estratto dal loro album Desvelado e un remix del brano reggaeton La bebé del messicano Yng Lvcas. Raggiunta la notorietà anche fuori dai confini del Sud America, il cantante ha annunciato una tournée nelle Americhe che lo ha tenuto impegnato per tutta la seconda parte del 2023. Il 30 marzo è stata pubblicata un brano in collaborazione con la cantante messicano-statunitense Becky G, Chanel. Seguono diversi altri singoli, tra cui Peso Pluma: Bzrp Music Session, Vol. 55, produzione del dj argentino Bizarrap, uscita nel mese di maggio.
Il successivo 22 giugno è stato pubblicato il suo terzo album di inediti, Génesis, uscito per la sua etichetta Doble P, sussidiaria della Praijin Records. Génesis ha ottenuto un buon riscontro commerciale, venendo certificato doppio disco di platino in Messico e disco di platino negli Stati Uniti. Il disco è stato premiato ai Grammy Awards 2024 come miglior album regionale messicano o tejano.

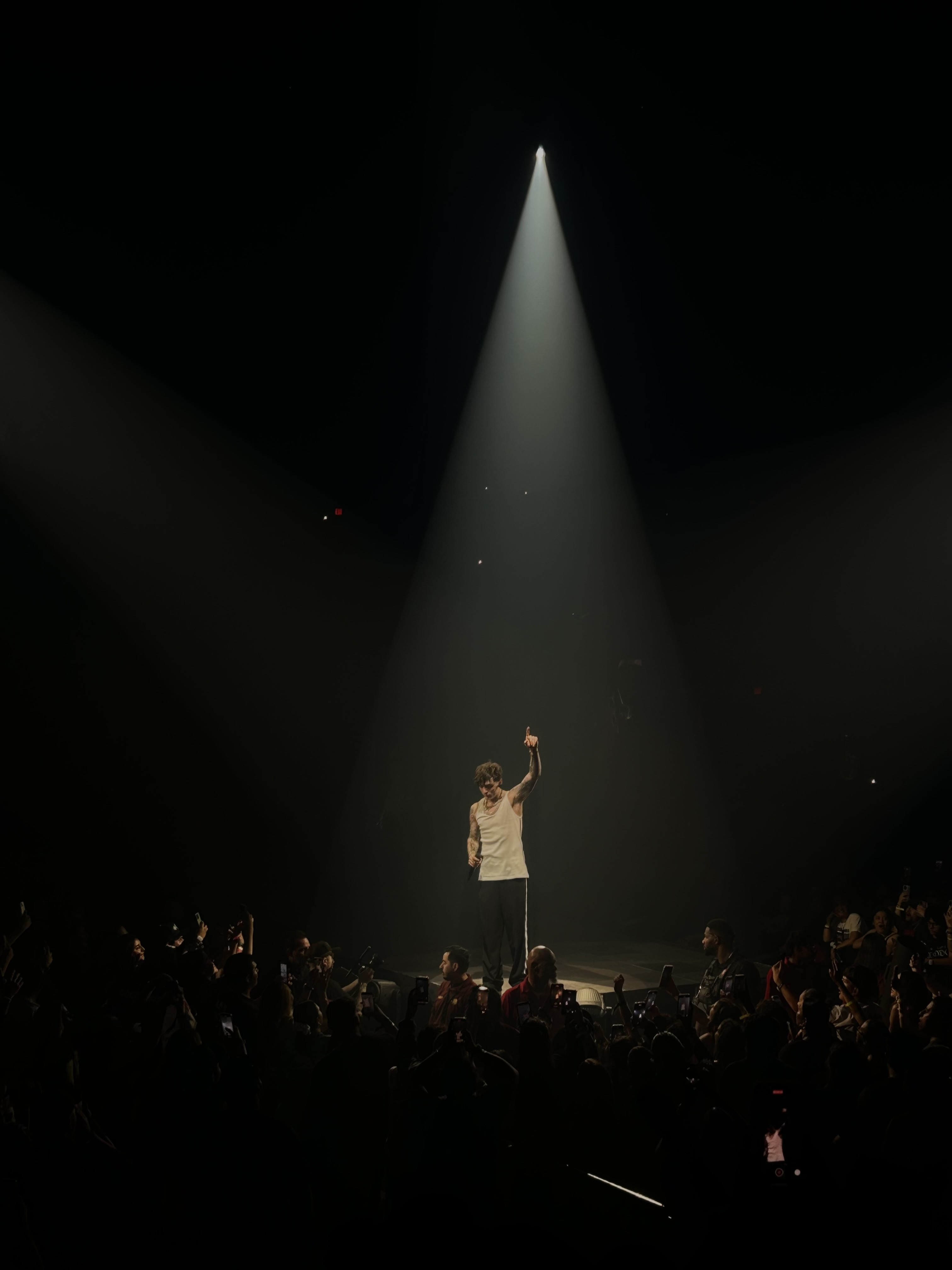
Pluma alla Pechanga Arena di San Diego, California, USA durante l'Exodo Tour, il 5 settembre 2024

## Discografia

### Album in studio
- 2020 – Ah y qué?
- 2021 – Efectos secundarios
- 2023 – Génesis
- 2024 – Éxodo

### Album dal vivo
- 2020 – Disco en vivo
- 2020 – Disco en vivo, vol. 2

### EP
- 2022 – Sembrando

### Singoli
- 2020 – Relajado voy (con Decreto Real)
- 2020 – Mil historia (con Hector Rubio)
- 2020 – Con dinero baila el perro
- 2021 – Lo que me das
- 2021 – Por las noches
- 2021 – Todo es playa
- 2021 – Spiral
- 2022 – El belicón (con Raul Vega)
- 2022 – Sembrando
- 2022 – Sentosa (con Tornillo e Polo Gonzalez)
- 2022 – 30 tiros
- 2022 – Siempre pendientes (con Luis R Conriquez)
- 2022 – El gavilán (con Luis R Conriquez e Tony Aguirre)
- 2022 – Ando enfocado (con Condiciado e Jaziel Avilez)
- 2022 – AMG (con Natanael Cano e Gabito Ballestreros)
- 2022 – Delivery (con Alemán)
- 2022 – Igualito a mi apá (con i Fuerza Regida)
- 2023 – PRC (con Natanael Cano)
- 2023 – El azul (con Junior H)
- 2023 – El hechizo (con Ovy on the Drums)
- 2023 – Ella baila sola (con gli Eslabón Armado)
- 2023 – La bebé (remix) (con Yng Lvcas)
- 2023 – Chanel (con Becky G)
- 2023 – Las morras (con Blessd)
- 2023 – El tsurito (con Junior H e Gabito Ballestreros)
- 2023 – Rosa pastel (con Jasiel Nuñez)
- 2023 – 77 (con Eladio Carrión)
- 2023 – Bye
- 2023 – Peso Pluma: Bzrp Music Sessions, Vol. 55 (con Bizarrap)
- 2023 – Plebada (con El Alfa)
- 2023 – Tulum (con Grupo Frontera)
- 2023 – Bellakeo (con Anitta)
- 2023 – Rompe la dompe (con Junior H e Óscar Maydon)
- 2024 – La intención (con Christian Nodal)
- 2024 – A tu manera (con Junior H)
- 2024 – No son klle (con Santa Fe Klan e Duki)
- 2024 – La people II (con Tito Double P e Joe De La P)
- 2024 – Humo (con Chencho Corleone)
- 2024 – Peso completo (con Arcángel)
- 2024 – Teka (con DJ Snake)
- 2024 – La durango (con Junior H e Eslabon Armado)
- 2024 – Gimme a Second (con Rich the Kid)
- 2024 – Sin Yolanda (con Gabito Ballesteros)
- 2024 – Gervonta
- 2025 – Bandida (con Luis R Conriquez)
- 2024 – Alley Oop (con Duki)
- 2025 – Rari

## Tournée
- 2023 – Doble P Tour
- 2024 – Éxodo tour

## Controversie
Nel 2022, in un'intervista al quotidiano Soy Grupero, il cantante ha confermato di aver realizzato "corridos por encargo", cioè narcocorridos su richiesta, per i quali ha scritto e cantato canzoni a favore di narcotrafficanti in Messico. Ciò gli portò problemi negli anni successivi, tuttavia il cantante spiegò che "il mondo dei corridos tumbados è fatto così". Riferimenti a "narcocorridos" sono stati inclusi nei singoli a cui Pluma ha partecipato come "Siempre pendientes" del 2022, (dove si riferisce a Joaquín Guzmán Loera, conosciuto come El Chapo, oggi detenuto negli Stati Uniti nel Metropolitan Correctional Center, New York o MCC New York) o "El belicon" sempre del 2022, (dove racconta la cattura e il rilascio il 17 ottobre 2019 di Ovidio Guzmán López, figlio di El Chapo, successivamente ricatturato e il 15 settembre 2023 estradato negli Stati Uniti). Nel febbraio del 2024, Pluma cancellò il suo spettacolo al Festival di Viña del Mar, (ufficialmente per non noti "motivi personali"), a causa dell'opposizione del pubblico e del governo cileno ai suoi testi con i riferimenti, descritti a favore della "narcocultura".